# Lijst van werken van Piero di Cosimo
Deze lijst geeft een overzicht van het werk van de Florentijnse renaissanceschilder Piero di Cosimo. Alle dateringen zijn bij benadering, tenzij anders aangegeven.

## Schilderijen
| Afbeelding | Titel | Datering  | Techniek                      | Afmetingen h × b cm | Verblijfplaats                                                                       | Cat. |
| ---------- | --- | --------- | ----------------------------- | ------------------- | ------------------------------------------------------------------------------------ | ---- |
|            | Cosimo Rosselli en atelier (onder wie Piero di Cosimo): Mozes ontvangt de tafelen der wet                             | 1481-1482 | fresco                        |                     | Rome, Sixtijnse Kapel                                                                |      |
|            | Cosimo Rosselli en atelier (onder wie Piero di Cosimo): De bergrede                                                   | 1481-1482 | fresco                        |                     | Rome, Sixtijnse Kapel                                                                |      |
|            | Madonna met de heiligen Lazarus en Sebastiaan                                                                         | 1480      | tempera op paneel             | 166 × 125           | Montevettolini (Monsummano Terme), Chiesa dei Santi Michele Arcelo e Lorenzo martire | 3    |
|            | De jonge Johannes de Doper                                                                                            | 1485      | tempera op paneel             | 28 × 23             | New York, Metropolitan Museum of Art                                                 | 4    |
|            | Maria met lezend Christuskind                                                                                         | 1485-1490 | olieverf op paneel            | 83 × 56             | Stockholm, Koninklijke verzameling                                                   | 5    |
|            | Portret van een vrouw als Cleopatra ("Simonetta Vespucci")                                                            | 1485-1490 | tempera op paneel             | 57 × 42             | Chantilly, Musée Condé                                                               | 6    |
|            | Allegorie | 1500      | olieverf op paneel            | 56 × 45             | Washington, National Gallery of Art                                                  | 7    |
|            | Tronende Madonna met de heiligen Onophrius en Augustinus                                                              | 1483-1484 | tempera op paneel             | 205 × 174           | Newark, The Alana Collection                                                         | 8    |
|            | Pugliese-retabel: Tronende Madonna met de heiligen Petrus, Johannes de Doper, Dominicus en Nicolaas van Bari)         | 1485      | tempera en olieverf op paneel | 166,5 × 113         | Saint Louis, City Art Museum                                                         | 9    |
|            | Pugliese-retabel (predella): Verbranding van de boeken van de Albigenzers                                             |           | tempera op paneel             | 23,5 × 39,5         |                                                                                      | 10   |
|            | Pugliese-retabel (predella): Ontmoeting van de jonge Johannes de Doper met het Christus                               |           | tempera op paneel             | 23,5 × 39,5         |                                                                                      | 11   |
|            | Pugliese-retabel (predella): Nicolaas vernietigt de afgodsbeelden                                                     |           | tempera op paneel             | 23,5 × 39,5         |                                                                                      | 12   |
|            | Visitatie met de heiligen Nicolaas van Bari en Antonius-Abt                                                           | 1490      | olieverf op paneel            | 184 × 189           | Washington, National Gallery of Art                                                  | 13   |
|            | Aanbidding van het Kind                                                                                               | 1495-1500 | olieverf op paneel            | diameter: 160 cm    | Toledo (Ohio), Toledo Museum of Art                                                  | 14   |
|            | De heilige Hiëronymus in meditatie of De boetvaardige Hiëronymus                                                      | 1495-1500 | olieverf op paneel            | diameter: 74 cm     | Florence, Museo Horne                                                                | 15   |
|            | De Heilige Familie met engelen                                                                                        | 1495-1500 | olieverf op paneel            | diameter: 165 cm    | Dresden, Gemäldegalerie Alte Meister                                                 | 16   |
|            | Verhalen van de primitieve mensheid (Storie dell'umanità primitiva)                                                   | 1495-1505 |                               |                     |                                                                                      |      |
|            | Jachtscène of Primitieve jacht                                                                                        | 1495-1505 | olieverf en tempera op paneel | 70,5 × 169,5        | New York, Metropolitan Museum of Art                                                 | 17   |
|            | Terugkeer van de jacht                                                                                                | 1495-1505 | olieverf en tempera op paneel | 70,5 × 168,9        | New York, Metropolitan Museum of Art                                                 | 18   |
|            | De bosbrand | 1500-1505 | olieverf op paneel            | 71 × 203            | Oxford, Ashmolean Museum                                                             | 19   |
|            | Vulcanus gevonden op Lemnos                                                                                           | 1495-1505 | olieverf en tempera op doek   | 155 × 174,5         | Hartford, Wadsworth Atheneum                                                         | 20   |
|            | Vulcanus en Aeolus onderwijzen de mensheid                                                                            | 1495-1500 | olieverf en tempera op doek   | 155,5 × 166,5       | Ottawa, National Gallery of Canada                                                   | 21   |
|            | Innocenti-retabel | 1495-1500 | olieverf op paneel            | 203 × 197           | Florence, Galleria dello Spedale di Innocenti                                        | 22   |
|            | Madonna met de duif (Madonna della Colomba)                                                                           | 1490      | olieverf op paneel            | 87 × 58             | Parijs, Louvre                                                                       | 23   |
|            | Een satyr rouwt om een nimf ("De dood van Procris")                                                                   | 1500-1510 | olieverf op paneel            | 65 × 183            | Londen, National Gallery                                                             | 24   |
|            | Mars en Venus | 1500-1505 | olieverf op paneel            | 72 × 182            | Berlijn, Gemäldegalerie                                                              | 25   |
|            | Strijd tussen centaurs en Lapithen                                                                                    | 1505-1507 | olieverf op paneel            | 71 × 260            | Londen, National Gallery                                                             | 26   |
|            | Tritons en nereïden met saters en ichthyocentaurs                                                                     | 1505-1510 | olieverf op paneel            | 37 × 158            | Milaan, Collectie Altomani                                                           | 27   |
|            | Tritons en nereïden met saters                                                                                        | 1505-1510 | olieverf op paneel            | 37 × 158            | Washington, Collectie Blanton Freedberg                                              | 28   |
|            | Madonna met Johannes de Doper als kind, Hiëronymus en Bernardus van Clairveaux                                        | 1495-1500 | olieverf op paneel            | diameter: 93 cm     | Straatsburg, Palais Rohan                                                            | 30   |
|            | Portret van een vrouw als Maria Magdalena                                                                             | 1500-1510 | tempera op paneel             | 72 × 53             | Rome, Gallerie nazionali d'arte antica (Palazzo Barberini)                           | 31   |
|            | Johannes de evangelist                                                                                                | 1490-1495 | olieverf op paneel            | 83 × 59             | Honolulu, Honolulu Museum of Art                                                     | 32   |
|            | Onbevlekte ontvangenis met heiligen of Menswording van Christus                                                       | 1485-1505 | olieverf op paneel            | 206 × 172           | Florence, Uffizi                                                                     | 33   |
|            | De ontdekking van de honing door Bacchus                                                                              | 1505-1510 | olieverf op paneel            | 79,2 × 128,5        | Worcester, Worcester Art Museum                                                      | 34   |
|            | De tegenslagen van Silenus                                                                                            | 1505-1510 | olieverf op paneel            | 80,1 × 129,3        | Cambridge (Massachusetts), Fogg Art Museum                                           | 35   |
|            | Portret van Giuliano da Sangallo (linkerpaneel van een tweeluik)                                                      | 1500-1504 | olieverf op paneel            | 47,5 × 33,5         | Amsterdam, Rijksmuseum                                                               | 36   |
|            | Postuum portret van Francesco Giamberti da Sangallo (rechterpaneel van een tweeluik)                                  | 1500-1504 | olieverf op paneel            | 47,5 × 33,5         | Amsterdam, Rijksmuseum                                                               | 37   |
|            | Madonna met engelen                                                                                                   | 1505-1510 | olieverf op paneel            | 116 × 85            | Venetië, Fondazione Giorgio Cini, Palazzo Loredan Cini                               | 38   |
|            | De aanbidding van het Kind met de jonge Johannes de Doper                                                             | 1500-1505 | olieverf op paneel            | diameter: 145,7 cm  | Washington, National Gallery of Art                                                  | 42   |
|            | Madonna met Johannes de Doper als kind en een engel                                                                   | 1500-1510 | olieverf op paneel            | diameter: 129 cm    | São Paulo, Museu de Arte de São Paulo                                                | 40   |
|            | Aanbidding van het Kind                                                                                               | 1510      | olieverf op paneel            | diameter: 116 cm    | Florence, Palazzo Martelli                                                           | 41   |
|            | De Volto Santo van Lucca                                                                                              | 1505-1510 | olieverf op paneel            | 160 × 120,5         | Budapest, Szépművészeti Múzeum                                                       | 43   |
|            | Pietà van Christus met Maria, de evangelist Johannes, Maria Magdalena en Sint-Maarten                                 | 1510      | olieverf op paneel            | 190 × 112           | Perugia, Galleria nazionale dell'Umbria                                              | 44   |
|            | Aanbidding van het Christuskind met Johannes de Doper als kind en musicerende engelen                                 |           | olieverf op paneel            | diameter: 144 cm    | Sint-Petersburg, Hermitage                                                           | 45   |
|            | Aanbidding van het Christuskind met Johannes de Doper als kind en musicerende engelen                                 | 1505      | tempera op paneel             | diameter: 140 cm    | Rome, Galleria Borghese                                                              | 46   |
|            | Mythe van Prometheus: De vervaardiging van de eerste mens                                                             | 1515-1520 | olieverf op paneel            | 68 × 120            | München, Alte Pinakothek                                                             | 47   |
|            | Mythe van Prometheus: Het stelen van het vuur                                                                         | 1515-1520 | olieverf op paneel            | 64 × 116            | Straatsburg, Palais Rohan                                                            | 48   |
|            | De Heilige Familie met Johannes de Doper als kind                                                                     | 1520      | olieverf op paneel            | 119 × 187           | Venetië, Fondazione Giorgio Cini, Palazzo Loredan Cini                               | 50   |
|            | Madonna met Johannes de Doper als kind, Sint-Margaretha en engelen                                                    | 1515-1520 | olieverf en tempera op paneel | diameter: 135 cm    | Tulsa, Philbrook Art Center                                                          | 51   |
|            | Heilige Familie met Johannes de Doper als kind en engelen                                                             |           | olieverf op doek              | diameter: 152 cm    | Sint-Petersburg, Hermitage                                                           | 53   |
|            | Bouw van een palazzo                                                                                                  | 1515-1520 | olieverf op paneel            | 82,5 × 199,5        | Sarasota, John and Mable Ringling Museum of Art                                      | 54   |
|            | Madonna met Johannes de Doper en de apostel Thomas                                                                    | 1510-1520 | olieverf op paneel            | 202 × 165           | Borgo San Lorenzo, San Lorenzo                                                       | 55   |
|            | Twee wierokende engelen met een kroon                                                                                 |           | olieverf op paneel            | 69 × 182            | Edinburgh, National Gallery of Scotland                                              | 56   |
|            | Madonna met de heiligen Vincent Ferrer (of Dominicus) en Hiëronymus                                                   | 1510-1520 | olieverf op paneel            | 209 × 205,7         | New Haven, Yale University Art Gallery                                               | 57   |
|            | Twee engelen | 1510-1515 | olieverf op paneel            | 87,3 × 64,5         | Boston, Museum of Fine Arts                                                          | 58   |
|            | De onbevlekte ontvangenis met heiligen Franciscus, Hiëronymus, Bonaventura, Bernardus, Agustinus en Thomas van Aquino | 1520      | olieverf op paneel            | 184 × 178           | Fiesole, Sint-Franciscusklooster (Convento di San Francesco)                         | 60   |
|            | De bevrijding van Andromeda                                                                                           | 1515      | olieverf op paneel            | 70 × 123            | Florence, Uffizi                                                                     | 61   |
|            | Portret van een jonge man                                                                                             | 1500      | olieverf op paneel            | 38,7 × 40,5         | Londen, Dulwich Picture Gallery                                                      | 66   |
|            | Portret van een vrouw (Semiramide Appiani?)                                                                           | 1500-1510 | olieverf op paneel            | 50 × 37             | Florence, Palazzo Pitti (Galleria Palatina)                                          |      |
|            | Madonna met Johannes de Doper als kind, Sint-Cecilia en twee engelen                                                  | 1495-1505 | olieverf op paneel            | diameter: 75 cm     | Chicago, Art Institute of Chicago                                                    | 70   |
|            | Madonna met slapende Christus en Johannes de Doper als kind                                                           |           | olieverf op paneel            | diameter: 88 cm     | privéverzameling                                                                     | 77   |